# 松竹シナリオ研究所
松竹シナリオ研究所（しょうちく-けんきゅうしょ）は、松竹株式会社に存在したシナリオ学校である。かつてはシナリオライター養成の名門と呼ばれた。

## 校舎所在地
- 東京都中央区築地1丁目12－16　→（移転）　東京都中央区築地4丁目1-1 東劇ビル5F

## 概要
研究所の開校は1980年。前身は28年に当時の松竹キネマ蒲田撮影所に脚本部として創設された「松竹脚本研究所」。
撮影所は36年、神奈川県鎌倉市大船に移り、脚本部からは橋田壽賀子らが巣立った。
「松竹という枠にとどまらず後進を育てよう」と現在の研究所になってからは、原稿用紙の使い方から教える基礎科（1年）の生徒を春と秋に募集。卒業後はプロ養成のための本科（2年）も用意し、映画監督などを経験したベテランが指導を続けてきた。
研究所は1期生から、「私をスキーに連れてって」の一色伸幸を生み出し、脚本家を奨励する城戸賞の受賞者も多く輩出。最盛期には約150人の生徒を抱えた。しかし、2000年6月、映画部門の不振で大船撮影所が鎌倉女子大学に売却され活躍の場が減ったうえに、不景気も加わり生徒数は減少を続けた。閉鎖間近の生徒数は30人ほどで、教室も本社があるビルの会議室を使う状態になっていた。
閉鎖のおり、映画監督の山田洋次は「後進を育てるという松竹の良き伝統で、レベルも高かったのに本当に残念だ。映画界全体に若い脚本家を育てようという意欲が欠如している」と話した。

## 講師

### 所長
- 川邊一外
- 伊藤聚
- 升本喜年
- 脇田茂
- 鈴木敏夫

### 主な講師陣
- 芦沢俊郎
- 下飯坂菊馬
- 田村孟
- 南部英夫
- 仲倉重郎
- 金子成人
- 三国連太郎（特別講師）
- 山田太一（特別講師）

## 主な出身者
- 一色伸幸（脚本家）
- 丹羽圭子（脚本家・編集者） → ただし、途中から来なくなった。
- 下山天（映画監督・映像作家）
- 荻野欣士郎（映画監督・脚本家・漫画原作者）
- 米村圭伍（小説家）
- 神山由美子（脚本家）
- 木下博（株式会社樋口事務所代表取締役）
- 山口恵以子（作家）
- 三浦一尺（脚本家・演出家）
- 梅津正彦（アクション監督）
- 松浦雅子（映画監督・脚本家）
- 今一生（ライター・編集者・クリエイトメディア代表）
- 右田昌万（脚本家・監督・俳優）
- 高丸雅隆（プロデューサー・演出家）
- 伊比恵子（ドキュメンタリー監督・元ミス日本）
- 阿部勉（映画監督）
- 吉高寿男（脚本家・構成作家）